# Campeonato continental de fútbol

Las 6 confederaciones continentales

Hay seis campeonatos continentales de selecciones nacionales de fútbol de cada confederación de asociaciones nacionales, disputadas cada 2 a 4 años. También hay 6 campeonatos continentales de clubes disputados anualmente dentro de cada confederación continental.
Los órganos rectores de las seis confederaciones continentales son todos miembros de la FIFA, el máximo ente rector del fútbol.

## Campeonatos de selecciones nacionales
| Continente                                     | Confederación | Campeonato                      | Fundación (Formato actual) | Participantes | Más laureado               |
| ---------------------------------------------- | ------------- | ------------------------------- | -------------------------- | ------------- | -------------------------- |
| África                                         | CAF           | Copa Africana de Naciones       | 1957 (1996)                | 24            | Egipto (7)                 |
| África                                         | CAF           | Campeonato Africano de Naciones | 2009                       | 16            | Marruecos (2) RD Congo (2) |
| América del Norte, América Central y El Caribe | CONCACAF      | Copa Oro                        | 1963 (1991)                | 16            | México (13)                |
| América del Norte, América Central y El Caribe | CONCACAF      | Liga de Naciones Concacaf       | 2019-20                    | 41            | Estados Unidos (3)         |
| América del Sur                                | CONMEBOL      | Copa América                    | 1916 (1975)                | 16            | Argentina (16)             |
| Asia                                           | AFC           | Copa Asiática                   | 1956 (2019)                | 24            | Japón (4)                  |
| Europa                                         | UEFA          | Eurocopa                        | 1960 (2016)                | 24            | España (4)                 |
| Europa                                         | UEFA          | Liga de Naciones UEFA           | 2018-19                    | 55            | Portugal (2)               |
| Oceanía                                        | OFC           | Copa de las Naciones de la OFC  | 1973 (1996)                | 8             | Nueva Zelanda (6)          |

Femenino
| Continente                                     | Confederación | Campeonato                           | Fundación (Formato actual) | Participantes | Más laureado       |
| ---------------------------------------------- | ------------- | ------------------------------------ | -------------------------- | ------------- | ------------------ |
| África                                         | CAF           | Copa Africana de Naciones Femenina   | 1991                       | 12            | Nigeria (12)       |
| América del Norte, América Central y El Caribe | CONCACAF      | Campeonato Femenino de la Concacaf   | 1991                       | 8             | Estados Unidos (9) |
| América del Norte, América Central y El Caribe | CONCACAF      | Copa Oro Femenina                    | 2024                       | 12            | Estados Unidos (1) |
| América del Sur                                | CONMEBOL      | Copa América Femenina                | 1991                       | 10            | Brasil (8)         |
| Asia                                           | AFC           | Copa Asiática Femenina de la AFC     | 1975                       | 12            | China (9)          |
| Europa                                         | UEFA          | Eurocopa Femenina                    | 1984                       | 24            | Alemania (8)       |
| Europa                                         | UEFA          | Liga de Naciones Femenina de la UEFA | 2023-24                    | 51            | España (1)         |
| Oceanía                                        | OFC           | Campeonato Femenino de la OFC        | 1983                       | 8             | Nueva Zelanda (6)  |

Máximos goleadores
| Pos. | Jugador             | G. | P. J. | Prom. | Conf.    | (nº) Ediciones                                                                                  |
| ---- | ------------------- | -- | ----- | ----- | -------- | ----------------------------------------------------------------------------------------------- |
| 1    | Samuel Eto'o        | 18 | 29    | 0.62  | CAF      | 6: 2000 (4), 2002 (1), 2004 (1), 2006 (5), 2008 (5), 2010 (2)                                   |
| =    | Landon Donovan      | 18 | 34    | 0.53  | Concacaf | 6: 2002 (1), 2003 (4), 2005 (3), 2007 (4), 2009, 2011 (1), 2013 (5)                             |
| 3    | Norberto Méndez     | 17 | 17    | 1.00  | Conmebol | 3: 1945 (6), 1946 (5), 1947 (6)                                                                 |
| =    | Zizinho             | 17 | 33    | 0.52  | Conmebol | 6: 1942 (2), 1945 (2), 1946 (5), 1947, 1949 (5), 1953 (1), 1955, 1956, 1957 (2)                 |
| 5    | Almoez Ali*         | 16 | 22    | 0.73  | AFC      | 4: 2019 (9), 2019 (1), 2021 (4), 2024 (2)                                                       |
| =    | Clint Dempsey*      | 16 | 31    | 0.52  | Concacaf | 6: 2005 (1), 2007 (1), 2009, 2011 (3), 2013, 2015 (7), 2016 (3), 2017 (1)                       |
| 7    | Severino Varela     | 15 | 15    | 1.00  | Conmebol | 3: 1937 (5), 1939 (5), 1941, 1942 (5)                                                           |
| =    | Teodoro Fernández   | 15 | 24    | 0.63  | Conmebol | 5: 1935 (1), 1937 (2), 1939 (7), 1941 (3), 1942 (2), 1945, 1946, 1947 (0)                       |
| 9    | Damian Mori         | 14 | 10    | 1.40  | OFC      | 3: 1996 (1), 1998 (10), 2002 (3)                                                                |
| =    | Laurent Pokou       | 14 | 12    | 1.17  | CAF      | 2: 1968 (6), 1970 (8), 1972, 1974 (0), 1976, 1978, 1980 (0)                                     |
| =    | Ali Daei            | 14 | 16    | 0.88  | AFC      | 3: 1996 (8), 2000 (3), 2004 (3)                                                                 |
| =    | Luis Roberto Alves* | 14 | 18    | 0.78  | Concacaf | 3: 1991 (1), 1993 (11), 1993 (2)                                                                |
| =    | Eduardo Vargas      | 14 | 26    | 0.54  | Conmebol | 4: 2015 (4), 2016 (6), 2019 (2), 2021 (2), 2024 (0)                                             |
| =    | Paolo Guerrero      | 14 | 28    | 0.50  | Conmebol | 5: 2007 (1), 2011 (5), 2015 (4), 2016 (1), 2019 (3), 2024 (0)                                   |
| =    | Cristiano Ronaldo   | 14 | 30    | 0.47  | UEFA     | 5: 2004 (2), 2008 (1), 2012 (3), 2016 (3), 2020 (5), 2024 (0)                                   |
| =    | Lionel Messi        | 14 | 39    | 0.36  | Conmebol | 6: 2007 (2), 2011 (0), 2015 (1), 2016 (5), 2019 (1), 2021 (4), 2024 (1)                         |
| 17   | José Manuel Moreno  | 13 | 16    | 0.81  | Conmebol | 3: 1941 (3), 1942 (7), 1945, 1946, 1947 (3)                                                     |
| =    | Gabriel Batistuta   | 13 | 16    | 0.81  | Conmebol | 3: 1991 (6), 1993 (3), 1995 (4)                                                                 |
| =    | Héctor Scarone      | 13 | 18    | 0.72  | Conmebol | 5: 1917 (2), 1919 (1), 1920, 1921, 1922, 1923 (1), 1924 (0), 1925, 1926 (6), 1927 (3), 1929 (0) |
| =    | Ademir              | 13 | 18    | 0.72  | Conmebol | 3: 1945 (5), 1946 (0), 1947, 1949 (7), 1953 (1)                                                 |
| =    | Jair                | 13 | 18    | 0.72  | Conmebol | 3: 1945 (2), 1946 (2), 1947, 1949 (9), 1953, 1955, 1956 (0)                                     |
| =    | Rashidi Yekini      | 13 | 20    | 0.65  | CAF      | 4: 1988 (1), 1990 (3), 1992 (4), 1994 (5)                                                       |
| =    | Blas Pérez*         | 13 | 23    | 0.57  | Concacaf | 6: 2007 (3), 2009 (2), 2011 (1), 2013 (3), 2015 (1), 2016 (2)                                   |
| =    | Andrés Guardado*    | 13 | 29    | 0.45  | Concacaf | 5: 2007 (1), 2007 (1), 2009, 2011 (3), 2013, 2015 (6), 2017, 2019 (2), 2021                     |
| 25   | Hassan El-Shazly    | 12 | 8     | 1.50  | CAF      | 3: 1963 (6), 1970 (5), 1974 (1)                                                                 |
| =    | Tim Cahill*         | 12 | 19    | 0.63  | AFC      | 4: 2004 (6), 2007 (1), 2011 (2), 2015 (3)                                                       |
| =    | Roberto Porta       | 12 | 20    | 0.60  | Conmebol | 4: 1939 (3), 1941 (1), 1942 (5), 1945 (3)                                                       |
| =    | Ángel Romano        | 12 | 23    | 0.52  | Conmebol | 5: 1916 (0), 1917 (4), 1919 (0), 1920 (3), 1921 (2), 1922 (0), 1923 (0), 1924 (2), 1926 (1)     |
| =    | Raúl Jiménez*       | 12 | 23    | 0.52  | Concacaf | 4: 2013 (2), 2015 (2), 2015, 2017, 2019 (5), 2021, 2023, 2025 (3)                               |

14 Conmebol, 6 Concacaf, 4 CAF, 3 AFC, 1 UEFA, 1 OFC
*: Aquellos jugadores con asterisco marcaron en 2 o más confederaciones distintas. En negrita, ediciones pertenecientes a otras confederaciones distintas a las propias. En cursiva, ediciones disputadas pero en las que no participó dicho jugador. Almoez Ali es el único jugador en marcar en 3 competiciones continentales diferentes.

## Campeonatos de clubes
| Continente                                     | Confederación | Campeonato                           | Participantes | Más laureado |
| ---------------------------------------------- | ------------- | ------------------------------------ | ------------- | --- |
| África                                         | CAF           | Liga de Campeones de la CAF          | 16            | Al-Ahly Sporting Club (12) |
| África                                         | CAF           | Liga Africana de Fútbol              | 8             | Mamelodi Sundowns Football Club (1) |
| África                                         | CAF           | Copa Confederación de la CAF         | 16            | Club Sportif Sfaxien (3) Renaissance de Berkane (3) |
| África                                         | CAF           | Supercopa de la CAF                  | 2             | Al-Ahly Sporting Club (8) |
| América del Norte, América Central y El Caribe | Concacaf      | Liga de Campeones de la Concacaf     | 27            | Club América (7) |
| América del Sur                                | Conmebol      | Copa Libertadores                    | 32            | Club Atlético Independiente (7) |
| América del Sur                                | Conmebol      | Copa Sudamericana                    | 32            | Club Athletico Paranaense (2) Club Atlético Boca Juniors (2) Club Atlético Independiente (2) Liga Deportiva Universitaria de Quito (2) Independiente del Valle (2) |
| América del Sur                                | Conmebol      | Recopa Sudamericana                  | 2             | Club Atlético Boca Juniors (4) |
| Asia                                           | AFC           | Liga de Campeones de Élite de la AFC | 40            | Al-Hilal Saudi Football Club (4) |
| Asia                                           | AFC           | Liga de Campeones 2 de la AFC        | 40            | Al-Kuwait Sports Club (3) Al Quwa Al Jawiya (3) |
| Asia                                           | AFC           | Liga Desafío de la AFC               | 18            | Arkadag Futbol Kluby (1) |
| Europa                                         | UEFA          | Liga de Campeones de la UEFA         | 36            | Real Madrid Club de Fútbol (15) |
| Europa                                         | UEFA          | Liga Europa de la UEFA               | 36            | Sevilla Fútbol Club (7) |
| Europa                                         | UEFA          | Liga Conferencia de la UEFA          | 36            | Associazione Sportiva Roma (1) West Ham United Football Club (1) Olympiakos Fútbol Club (1)                                                                        |
| Europa                                         | UEFA          | Supercopa de la UEFA                 | 2             | Real Madrid Club de Fútbol (6) |
| Oceanía                                        | OFC           | Liga de Campeones de la OFC          | 16            | Auckland City Football Club (13) |

Femenino
| Continente                                     | Confederación | Campeonato                                                                   | Participantes | Más laureado                                              |
| ---------------------------------------------- | ------------- | ---------------------------------------------------------------------------- | ------------- | --------------------------------------------------------- |
| África                                         | CAF           | Liga de Campeones Femenina de la CAF                                         | 8             | Mamelodi Sundowns Ladies FC (2)                           |
| América del Norte, América Central y El Caribe | Concacaf      | Copa de Campeones Femenina de la Concacaf                                    | 10            | Gotham Football Club (1)                                  |
| América del Sur                                | Conmebol      | Copa Libertadores Femenina                                                   | 16            | Sport Club Corinthians Paulista (5)                       |
| Asia                                           | AFC           | Campeonato de Clubes Femenino de la AFC Liga de Campeones Femenina de la AFC | 12            |                                                           |
| Europa                                         | UEFA          | Liga de Campeones Femenina de la UEFA                                        | 16            | Olympique de Lyon (8)                                     |
| Oceanía                                        | OFC           | Liga de Campeones Femenina de la OFC                                         | 8             | AS Academy Féminine (1) Auckland United Football Club (1) |

### Fútbol Sala
| Continente                                     | Confederación | Campeonato                                         | Participantes | Más laureado                                                             |
| ---------------------------------------------- | ------------- | -------------------------------------------------- | ------------- | ------------------------------------------------------------------------ |
| América del Norte, América Central y El Caribe | Concacaf      | Campeonato de clubes de fútbol sala de la Concacaf | 8             | Glucosoral (1) Grupo Line Futsal (1)                                     |
| América del Sur                                | Conmebol      | Copa Libertadores de Futsal                        | 12            | Asociación Carlos Barbosa de Futsal (6) Asociación Deportiva Jaraguá (6) |
| Asia                                           | AFC           | Campeonato de clubes de fútbol sala de la AFC      | 16            | Nagoya Oceans (4)                                                        |
| Europa                                         | UEFA          | Liga de Campeones de la UEFA de fútbol sala        | 32            | Inter Fútbol Sala (5)                                                    |
| Oceanía                                        | OFC           | Liga de Campeones de la OFC de fútbol sala         | 6             | Kooline (1) AS PTT (5)                                                   |

### Fútbol Playa
| Continente      | Confederación | Campeonato                        | Participantes | Más laureado                      |
| --------------- | ------------- | --------------------------------- | ------------- | --------------------------------- |
| América del Sur | Conmebol      | Copa Libertadores de Fútbol Playa | 12            | Club de Regatas Vasco da Gama (3) |
| Europa          | UEFA          | Euro Winners Cup                  | 50            | BSC Kristall (4)                  |